# Macrotyloma geocarpum
Espèce
Statut de conservation UICN

LC : Préoccupation mineure
Macrotyloma geocarpum, la lentille de terre ou fève de Kandale, est une espèce de plantes à fleurs dicotylédones de la famille des Fabaceae, sous-famille des Faboideae. C'est une plante herbacée originaire d'Afrique.

## Description
C'est une plante herbacée à port prostré, dont les fruits mûrissent au niveau du sol ou légèrement en dessous.

## Utilisation
Elle est plus ou moins cultivée pour ses graines comestibles, principalement en Afrique occidentale.

## Taxinomie

### Synonymes
Selon The Plant List (13 décembre 2018) :
- Kerstingiella geocarpa Harms
- Macrotyloma geocarpum var. geocarpum

### Liste des variétés
Selon Tropicos (13 décembre 2018) :
- Macrotyloma geocarpum var. geocarpum
- Macrotyloma geocarpum var. tisserantii (Pellegr.) Maréchal & Baudet